# Djupadals naturreservat
Djupadal är ett naturreservat i Bromölla kommun i Skåne län.
Området är naturskyddat sedan 2006 och är 12 hektar stort. Det är beläget öster om Näsum och gränsar till Skinsagylets naturreservat i Blekinge län.
Tillsammans bildar de ett område med bokskog på Ryssbergets norra del, en sydostvänd sluttning i en sprickdal. Det finns även inslag av avenbok, björk, ek och tall.
Naturreservatet ingår i EU:s ekologiska nätverk, Natura 2000.